# بليك إليس
بليك إليس (بالإنجليزية: Blake Ellis)‏ هو لاعب كرة مضرب أسترالي، ولد في 6 يناير 1999 في بريزبان في أستراليا.

## وصلات خارجية
- بليك إليس على موقع رابطة محترفي التنس (الإنجليزية)
- بليك إليس على موقع الاتحاد الدولي لكرة المضرب (الإنجليزية)
- بليك إليس على موقع اتحاد التنس الأسترالي (الإنجليزية)
- بليك إليس على موقع خلاصة التنس.كوم (الإنجليزية)
- بليك إليس على موقع إي إس بي إن.كوم (الإنجليزية)